# 庞加莱引理
庞加莱引理是一个数学中的引理， 亨利·庞加莱在1886 年提出了这个引理。  
它精确地陈述了封闭微分形式是恰当微分形式的一个充分条件， 而恰当形式必然是封闭的：
在 一个n-维度域 Rn 中的开球上的每个封闭的p-微分形式对于 p 都是恰当的，这里 1 ≤ p ≤ n 。 

## 研讨
庞加莱引理还指出，特别是在微积分中， 每个{\displaystyle \mathbb {R} ^{n}}内的单联通开子集上的闭1-形式都是恰当的。
简单来说，这意味着如果一个微分形式在一个可以收缩到一点的区域内闭合，那么它可以写成另一个微分形式的导数；即如果在单连通区域上有 dα = 0，我们总能找到 α = dβ；因此我们有 d(dβ) = 0，简单地表示为 d2 = 0。这个概念在数学物理特别是电磁学和微分几何中有用，它与边界的边界总是空的这一事实有关；即，如果您有一个表面（2-形式）并且采用其边界（1-形式，曲线），则该边界的边界（0-形式，点）是空集。
在电磁学中，磁场可以使用矢量势来描述，庞加莱引理有助于在“表现良好”的磁场（即，当磁场不是由于单极而产生时）中找到这种势，高斯磁定律指出通过闭合表面的总磁通量始终为零，这意味着磁单极子即使存在也不是孤立的，必须伴随着其他磁荷。
用上同调的语言，庞加莱引理指出一个流形M的可收缩开子集的第k个德拉姆上同调群（例如， {\displaystyle M=\mathbb {R} ^{n}} ）当{\displaystyle k\geq 1}时化为零 。具体来说，它意味着德拉姆复形可以产生一个在M上的常数层的消解{\displaystyle \mathbb {R} _{M}}。可收缩空间的奇异上同调在正度数上化为零，但庞加莱引理却不能由此得出，因为实际上是流形的奇异上同调可以计算为它的德拉姆上同调，也就是德拉姆定理，依赖于庞加莱引理。但是， 这确实意味着证明开球的庞加莱引理就足够了；然后可以从拓扑考虑推出可收缩流形的版本。
庞加莱引理也是德拉姆上同调的同伦不变性的一个特例；事实上，通过展示同伦不变性或至少是它的一个版本来建立引理是很常见的。

## 证明
庞加莱引理的一个标准证明使用了同伦不变性公式（参见下面的多个证明和沿纤维积分#示例）。     Edelen (2005)描述了局部微分形式的同伦算符，而Sharpe (1997)解释了庞加莱引理与马尤厄-嘉当形式的联系。  

### 直接证明
庞加莱引理可以通过沿纤维积分来证明。   （这种方法是通过微积分中的积分构造原始函数的直接概括。）
我们将证明这个引理给开子集{\displaystyle U\subset \mathbb {R} ^{n}}，{\displaystyle U\subset \mathbb {R} ^{n}}为星形或锥形{\displaystyle [0,1]} ；即，如果{\displaystyle x}在{\displaystyle U}中，那么{\displaystyle tx}在{\displaystyle U}中对于{\displaystyle 0\leq t\leq 1} 。这种情况尤其涵盖了开球的情况，因为可以假设开球以原点为中心而不失一般性。
诀窍是考虑在{\displaystyle U\times [0,1]\subset \mathbb {R} ^{n+1}} （我们使用{\displaystyle t}对于坐标{\displaystyle [0,1]} ）上的微分形式。首先定义算符{\displaystyle \pi _{*}} （称为纤维积分），对于k-形式{\displaystyle U\times [0,1]}：
{\displaystyle \pi _{*}\left(\sum _{i_{1}<\cdots <i_{k-1}}f_{i}dt\wedge dx^{i}+\sum _{j_{1}<\cdots <j_{k}}g_{j}dx^{j}\right)=\sum _{i_{1}<\cdots <i_{k-1}}\left(\int _{0}^{1}f_{i}(\cdot ,t)\,dt\right)\,dx^{i}}
这里{\displaystyle dx^{i}=dx_{i_{1}}\wedge \cdots \wedge dx_{i_{k}}} ， {\displaystyle f_{i}=f_{i_{1},\dots ,i_{k}}}且同样地对于{\displaystyle dx^{j}}和{\displaystyle g_{j}} 。现在，对于{\displaystyle \alpha =f\,dt\wedge dx^{i}} ， 因为{\displaystyle d\alpha =-\sum _{l}{\frac {\partial f}{\partial x_{l}}}dt\wedge dx_{l}\wedge dx^{i}} ，利用积分符号 下的微分，我们得到：
{\displaystyle \pi _{*}(d\alpha )=-d(\pi _{*}\alpha )=\alpha _{1}-\alpha _{0}-d(\pi _{*}\alpha )}
这里{\displaystyle \alpha _{0},\alpha _{1}}表示{\displaystyle \alpha }在超平面{\displaystyle t=0,t=1}上的限制并且它们为零，因为{\displaystyle dt}为零。如果{\displaystyle \alpha =f\,dx^{j}} ，那么类似的计算得出
{\displaystyle \pi _{*}(d\alpha )=\alpha _{1}-\alpha _{0}-d(\pi _{*}\alpha )} 。
因此，上述公式适用于任何在{\displaystyle U\times [0,1]}的{\displaystyle k} -形式{\displaystyle \alpha } 。 （该公式是有时称为相对斯托克斯公式的公式的一个特例。）
最后，让{\displaystyle h(x,t)=tx}然后设定{\displaystyle J=\pi _{*}\circ h^{*}} 。那么，用符号{\displaystyle h_{t}=h(\cdot ,t)} ，我们得到：对于任何在{\displaystyle U}上的{\displaystyle k} -形式{\displaystyle \omega } ，
{\displaystyle h_{1}^{*}\omega -h_{0}^{*}\omega =Jd\omega +dJ\omega ,}
这个公式称为同伦公式。算子{\displaystyle J}被称为同伦算子（也叫链同伦）。现在，如果{\displaystyle \omega }是关闭的， {\displaystyle Jd\omega =0} 。另一方面， {\displaystyle h_{1}^{*}\omega =\omega }和{\displaystyle h_{0}^{*}\omega =0} ，后者是因为在某一点没有非零的更高形式。因此，
{\displaystyle \omega =dJ\omega ,}
证明了庞加莱引理。
事实上对于流形的任何可收缩开子集U，庞加莱引理都成立，可以用同样的方法证明。的确，给定流形的任何可收缩开子集 U ，我们都能找到这样的同伦{\displaystyle h_{t}}，{\displaystyle h_{t}}包括 {\displaystyle h_{1}=} 恒等式 和 {\displaystyle h_{0}(U)=} 一个點。从近似的角度来看这个{\displaystyle h_{t}}， ，我们可以认为{\displaystyle h_{t}}事实上是光滑的。那么纤维积分{\displaystyle \pi _{*}}也被定义为{\displaystyle \pi :U\times [0,1]\to U} 。由此可见，庞加莱引理在U上是成立的。

### 使用李导数证明
神奇的嘉当的李导数公式可用来给出庞加莱引理的简短证明。公式表明，沿矢量场的李导数{\displaystyle \xi }定义为： 
{\displaystyle L_{\xi }=d\,i(\xi )+i(\xi )d}
这里{\displaystyle i(\xi )}表示内积；即{\displaystyle i(\xi )\omega =\omega (\xi ,\cdot )} 。
让 {\displaystyle f_{t}:U\to U} 是一个光滑族的对于某个{\displaystyle \mathbb {R} ^{n}}的开子集 U 的光滑映射，这样的光滑映射使得{\displaystyle f_{t}}被定义在某个闭区间 I 中，并且 {\displaystyle f_{t}} 是 I 内部 t 的一个微分同胚。让 {\displaystyle \xi _{t}(x)} 标示曲线的切向量 {\displaystyle f_{t}(x)} ; 就是说， {\displaystyle {\frac {d}{dt}}f_{t}(x)=\xi _{t}(f_{t}(x))} 。对于 I 内部的一个固定的t ，让 {\displaystyle g_{s}=f_{t+s}\circ f_{t}^{-1}} 。那么{\displaystyle g_{0}=\operatorname {id} ,\,{\frac {d}{ds}}g_{s}|_{s=0}=\xi _{t}} 。因此，根据李导数的定义，
{\displaystyle (L_{\xi _{t}}\omega )(f_{t}(x))={\frac {d}{ds}}g_{s}^{*}\omega (f_{t}(x))|_{s=0}={\frac {d}{ds}}f_{t+s}^{*}\omega (x)|_{s=0}={\frac {d}{dt}}f_{t}^{*}\omega (x)} 。
那就是，
{\displaystyle {\frac {d}{dt}}f_{t}^{*}\omega =f_{t}^{*}L_{\xi _{t}}\omega .}
假设{\displaystyle I=[0,1]} 。然后对上面的两边进行积分，然后利用嘉当公式和积分符号下的微分，我们得到： 对于{\displaystyle 0<t_{0}<t_{1}<1} ，
{\displaystyle f_{t_{1}}^{*}\omega -f_{t_{0}}^{*}\omega =d\int _{t_{0}}^{t_{1}}f_{t}^{*}i(\xi _{t})\omega \,dt+\int _{t_{0}}^{t_{1}}f_{t}^{*}i(\xi _{t})d\omega \,dt}
其中积分表示对微分形式中各个系数的积分。让{\displaystyle t_{0},t_{1}\to 0,1} ，那么我们有：
{\displaystyle f_{1}^{*}\omega -f_{0}^{*}\omega =dJ\omega +Jd\omega }
使用符号{\displaystyle J\omega =\int _{0}^{1}f_{t}^{*}i(\xi _{t})\omega \,dt.}
现在假设{\displaystyle U}是一个有中心{\displaystyle x_{0}}的开放球 ；那么我们可以取{\displaystyle f_{t}(x)=t(x-x_{0})+x_{0}} 。那么上面的公式就变成：
{\displaystyle \omega =dJ\omega +Jd\omega } ，
这证明了当{\displaystyle \omega }是封闭的时庞加莱引理。

### 二维情况下的证明
在二维中，对于封闭的 1-形式和 2-形式, 庞加莱引理能被直接证明，如下所示。 
如果 ω = p dx + q dy 是 (a, b) × (c, d)上的一个封闭的 1-微分形式，那么必然 py = qx 。如果 ω = df  那么必然 p = fx  而且 q = fy .
可以设定
{\displaystyle g(x,y)=\int _{a}^{x}p(t,y)\,dt,}
所以使得gx = p 。那么 h = f − g 必定满足 hx = 0 和 hy = q − gy 。因为等式的右手边对 x 的偏导数是零，所以它是独立于 x 的。因此得到
{\displaystyle h(x,y)=\int _{c}^{y}q(a,s)\,ds-g(a,y)=\int _{c}^{y}q(a,s)\,ds,}
因此
{\displaystyle f(x,y)=\int _{a}^{x}p(t,y)\,dt+\int _{c}^{y}q(a,s)\,ds.}
相类似地可以得到，如果 Ω = r dx ∧ dy 那么根据 bx − ay = r 有 Ω = d(a dx + b dy) 。因此，根据 a = 0 和
{\displaystyle b(x,y)=\int _{a}^{x}r(t,y)\,dt} ，
给出一个解

### 归纳证明
也可以给出庞加莱引理的归纳证明，但不使用同伦论证。让{\displaystyle X_{m}:=I^{m}} ， 这里{\displaystyle I=[0,1]} ，为m维坐标立方体。对于微分k形式{\displaystyle \omega \in \Omega ^{k}(X_{m})} ，设其维度为整数mk 。归纳是在形式的余维度上进行的。由于我们在坐标域上工作，可以将关于坐标的偏导数和积分应用于形式本身，通过将对于标准坐标的偏导数和积分应用于形式的系数。
首先让{\displaystyle \omega \in \Omega ^{m}(X_{m})} ，即余维度为0。它可以写成{\displaystyle \omega =dx^{m}\wedge \omega _{0},\quad \omega _{0}=f(x^{1},\dots ,x^{m})dx^{1}\wedge \dots \wedge dx^{m-1}}所以如果我们定义{\displaystyle \theta \in \Omega ^{m-1}(X_{m})}经过{\displaystyle \theta =\int _{0}^{x_{m}}\omega _{0}(x^{1},\dots ,x^{m-1},s)\,ds} ，我们有{\displaystyle d\theta =dx^{m}\wedge \partial _{m}\theta =dx^{m}\wedge \omega _{0}=\omega }因此， {\displaystyle \theta }是{\displaystyle \omega }的一个原函数 。
现在设 {\displaystyle \omega \in \Omega ^{k}(X_{m})}，这里 {\displaystyle 0<k<m}，也就是说，{\displaystyle \omega } 有 m-k 的余维度，并且让我们假设，任何时候一个封闭的形式有小于 m-k 的余度，形式是适当的。形式 {\displaystyle \omega } 可以分解为{\displaystyle \omega =dx^{m}\wedge \omega _{0}+\omega _{1}} 其中 {\displaystyle \omega _{0}} 和 {\displaystyle \omega _{1}}均不包含任何 {\displaystyle dx^{m}}因子. 定义 {\displaystyle \lambda :=\int _{0}^{x_{m}}\omega _{0}(x^{1},\dots ,x^{m-1},s)\,ds}，那么{\displaystyle d\lambda =dx^{m}\wedge \omega _{0}+\lambda _{1}}， 其中{\displaystyle \lambda _{1}}不包含任何{\displaystyle dx^{m}}因子， 因此，因此定义{\displaystyle \omega ^{\prime }:=\omega -d\lambda =\omega _{1}-\lambda _{1}}，这种形式也是封闭的, 然而它不包含任何 {\displaystyle dx^{m}} 因子. 因为这个形式是封闭的， 我们得到{\displaystyle 0=d\omega ^{\prime }=dx^{m}\wedge \partial _{m}\omega ^{\prime }+\omega ^{\prime \prime }}其中最后一项不包含 {\displaystyle dx^{m}} 因子。由于坐标微分的线性无关，这个方程意味着{\displaystyle \omega ^{\prime }=\sum _{1\leq i_{1}<\dots <i_{k}\leq m-1}\omega _{i_{1}...i_{k}}(x^{1},\dots ,x^{m-1})dx^{i_{1}}\wedge \dots \wedge dx^{i_{k}}}即形式 {\displaystyle \omega ^{\prime }} 是 一个只有变量{\displaystyle x^{1},\dots ,x^{m-1}}的微分形式，那么可以被解释为 {\displaystyle \Omega ^{k}(X_{m-1})} 的一个元素，且它的余维度因此是 m-k-1。归纳假设适用于此，所以对于某些 {\displaystyle \theta ^{\prime }\in \Omega ^{k-1}(X_{m-1})\subseteq \Omega ^{k-1}(X_{m})} 有 {\displaystyle \omega ^{\prime }=d\theta ^{\prime }}，那么{\displaystyle \omega =d\theta ,\quad \theta =\theta ^{\prime }+\lambda }对坐标立方体的证明结束。在任意流形上，每个点都有一个与坐标立方体微分同胚的邻域，这个证明还表明在流形上任意闭 k 形式 (对于 {\displaystyle 0<k\leq m=\dim M} ) 都是局部适当的。

## 对德拉姆上同调的启示
根据定义， k阶de Rham 上同调群{\displaystyle \operatorname {H} _{dR}^{k}(U)}流形M的开子集U定义为商向量空间
{\displaystyle \operatorname {H} _{dR}^{k}(U)=\{{\textrm {closed}}\,k{\text{-forms}}\,{\textrm {on}}\,U\}/\{{\textrm {exact}}\,k{\text{-forms}}\,{\textrm {on}}\,U\}.}
因此，庞加莱引理的结论恰恰是，如果{\displaystyle U}是一个开球，那么{\displaystyle \operatorname {H} _{dR}^{k}(U)=0}对于{\displaystyle k\geq 1} 。现在，微分形式确定了一个称为 de Rham 复形的上链复形：
{\displaystyle \Omega ^{*}:0\to \Omega ^{0}{\overset {d^{0}}{\to }}\Omega ^{1}{\overset {d^{1}}{\to }}\cdots \to \Omega ^{n}\to 0}
其中n = M的维度， {\displaystyle \Omega ^{k}}表示微分k形式层；即{\displaystyle \Omega ^{k}(U)}对于M的每个开子集U ，由U上的k形式组成。然后它产生复形（增强复形）
{\displaystyle 0\to \mathbb {R} _{M}{\overset {\epsilon }{\to }}\Omega ^{0}{\overset {d^{0}}{\to }}\Omega ^{1}{\overset {d^{1}}{\to }}\cdots \to \Omega ^{n}\to 0}
其中{\displaystyle \mathbb {R} _{M}}是常数层，其值为{\displaystyle \mathbb {R} } ；即，它是局部常数实值函数层，并且{\displaystyle \epsilon }包含。
{\displaystyle d^{0}}的内核是{\displaystyle \mathbb {R} _{M}} ，因为具有零导数的光滑函数是局部常数。此外，层序列是适当的当且仅当它是局部如此。因此，庞加莱引理表明，序列的其余部分也是适当的（因为流形局部微分同胚于{\displaystyle \mathbb {R} ^{n}}然后每个点都有一个开球作为邻域）用同调代数的语言来说，这意味着德拉姆复合形决定了常数层的分解{\displaystyle \mathbb {R} _{M}} 。这就意味着德拉姆定理；即流形的德拉姆上同调与它的奇异上同调相一致（简而言之，因为奇异上同调可以看作是层上同调。）
一旦知道了德拉姆定理，就可以纯拓扑地获得庞加莱引理的结论。例如，它蕴含了可收缩或单连通开集的庞加莱引理的一个版本（参见§单连通情况）。

## 简单连通情况
庞加莱引理在微积分中是特别针对单连通开放子集 {\displaystyle U\subset \mathbb {R} ^{n}} 而表述的 。在那种情况下，庞加莱引理指出 U 上的每个封闭 1-形式都是适当的。可以如接下来这样用代数拓扑来看这个版本的引理。有理胡列维茨定理（或者更确切地说是该定理的实类似物）指出， 因为 U 是单连通的，所以 {\displaystyle \operatorname {H} _{1}(U;\mathbb {R} )=0}。因为 {\displaystyle \mathbb {R} } 是一个域，k阶上同调 {\displaystyle \operatorname {H} ^{k}(U;\mathbb {R} )} 是 第k个同源性的对偶向量空间 {\displaystyle \operatorname {H} _{k}(U;\mathbb {R} )} 。在这里特别地， {\displaystyle \operatorname {H} ^{1}(U;\mathbb {R} )=0.} 根据德拉姆定理（由开球的庞加莱引理推出）， {\displaystyle \operatorname {H} ^{1}(U;\mathbb {R} )}与第一个德拉姆上同调群相同（参见§德拉姆上同调的蕴涵）。因此， U上的每个闭 1-形式都是适当的。
简单来说，这意味着如果一个微分形式在一个可以收缩到一个点的区域内闭合，那么它可以写成另一种形式的导数。

## 紧支撑的庞加莱引理
对于紧支撑微分形式，有一个版本的庞加莱引理： 
Lemma — 如果 {\displaystyle \omega } 是一个封闭的在{\displaystyle \mathbb {R} ^{n}}上有紧支撑的{\displaystyle p}-形式，这里 {\displaystyle p<n}, 那么必能找到一个在 {\displaystyle \mathbb {R} ^{n}} 上的有紧支撑的 {\displaystyle (p-1)}-形式 {\displaystyle \psi } 使得 {\displaystyle d\psi =\omega }.
沿适当映射的回拉保留紧支撑；因此，与通常的证明相同。 

## 复几何类似物
在复流形上， 铎尔博尔算子{\displaystyle \partial }和{\displaystyle {\bar {\partial }}}对于复微分形式的使用，通过公式{\displaystyle d=\partial +{\bar {\partial }}}来改進外导数 ，导致了{\displaystyle {\bar {\partial }}}-封闭并且{\displaystyle {\bar {\partial }}}-适当的微分形式。这种封闭形式的局部适当性结果被称为铎尔博尔–格罗滕迪克 引理（或{\displaystyle {\bar {\partial }}}-庞加莱引理）；参见§ On polynomial differential forms。重要的是,在这样的域上的几何，要求{\displaystyle {\bar {\partial }}}-封闭的微分形式是{\displaystyle {\bar {\partial }}}-适当的，比庞加莱引理更受限制，因为 铎尔博尔–格罗滕迪克引理的证明在多圆盘（复平面上的圆盘积，多维柯西积分公式可在其上应用）上成立，并且即使在可收缩域上也存在引理的反例。 {\displaystyle {\bar {\partial }}} -庞加莱引理对于拟凸域具有更普遍的适用性。 
使用庞加莱引理和{\displaystyle {\bar {\partial }}} -庞加莱引理，一个改进的局部庞加莱引理可被证明，并且在上述两个引理都适用的领域上有效。这个引理表明{\displaystyle d} -封闭的复微分形式实际上是局部的{\displaystyle \partial {\bar {\partial }}} -适当（而不仅仅是{\displaystyle d}或者{\displaystyle {\bar {\partial }}} -适当，如上述引理所暗示的那样）。

## 相对庞加莱引理
相对庞加莱引理将庞加莱引理从一个点推广到子流形（或者某些更一般的局部闭子集）。它声明：让 V 为流形 M 的子流形，U 为 V 的管状邻域。如果 {\displaystyle \sigma } 是 U 上的封闭k-形式，k ≥ 1，且在V上归为零，那么必然存在 这样 (k -1) 形式 {\displaystyle \eta } 在U上，使得 {\displaystyle d\eta =\sigma } 和 {\displaystyle \eta } 在 V 上归为零。 
相对庞加莱引理的证明方式与原庞加莱引理的证明方式相同。事实上，由于U是一个管状邻域，因此从U到V存在一个平滑的强变形收缩；即存在一个平滑的同伦{\displaystyle h_{t}:U\to U}，从投影{\displaystyle U\to V}到恒等式， 使得{\displaystyle h_{t}}是V上的恒等式。然后我们有U上的同伦公式：
{\displaystyle h_{1}^{*}-h_{0}^{*}=dJ+Jd}
其中 {\displaystyle J} 是通过李导数或沿纤维的积分给出的同伦算符。现在，因为 {\displaystyle h_{0}(U)\subset V}所以 {\displaystyle h_{0}^{*}\sigma =0} 。因为 {\displaystyle d\sigma =0} 和 {\displaystyle h_{1}^{*}\sigma =\sigma } ，我们得到 {\displaystyle \sigma =dJ\sigma } ; 取 {\displaystyle \eta =J\sigma } 。那 {\displaystyle \eta } 在 V 上消失，这由 J 的定义和事实 {\displaystyle h_{t}(V)\subset V} 可知 。 （因此，这个证明实际上通过了，如果 U 不是管状邻域但如果 U 变形缩回到 V 并且相对于 V 同伦。） {\displaystyle \square }

## 关于多项式微分形式
在特征为零的情况下，下列庞加莱引理对多项式微分形式成立。 
该版本的引理可以用类似微积分的论证来理解。首先要注意的是{\displaystyle \ker(d:R\to \Omega ^{1})=k} ，明显地。因此，我们只需要检查{\displaystyle p>0} 。让{\displaystyle \omega }成为一个{\displaystyle p} -形式。然后我们写
{\displaystyle 0\to k\to \Omega ^{0}{\overset {d}{\to }}\Omega ^{1}{\overset {d}{\to }}\cdots \to 0}
是适当的，其中微分{\displaystyle d}按通常方式定义；即线性和
{\displaystyle d(f\,dx_{i_{i}}\wedge \cdots \wedge dx_{i_{p}})=\sum _{j}{\frac {\partial f}{dx_{j}}}dx_{j}\wedge dx_{i_{i}}\wedge \cdots \wedge dx_{i_{p}}.}
这个版本的引理是由一个类似微积分的论点看到的。 首先要清楚地注意到 {\displaystyle \ker(d:R\to \Omega ^{1})=k}。 因此，我们只需要检查 {\displaystyle p>0}. 让 {\displaystyle \omega } 成为一个 {\displaystyle p}-微分形式。 然后我们写出
{\displaystyle \omega =\omega _{0}\wedge dx_{1}+\omega _{1}}
其中{\displaystyle \omega _{i}}不涉及{\displaystyle dx_{1}} 。定义积分{\displaystyle x_{1}}通过线性且
{\displaystyle \int x_{1}^{r}\,dx_{1}={\frac {x_{1}^{r+1}}{r+1}},}
它由特征（0）假设明确定义。然后让
{\displaystyle \eta =\int \omega _{0}\,dx_{1}}
其中积分应用于每个系数{\displaystyle \omega _{0}} 。显然，微积分基本定理在我们的正式设置中成立，因此我们得到：
{\displaystyle d\eta =\omega _{0}\wedge \,dx_{1}+\sigma }
这里 {\displaystyle \sigma } 不涉及 {\displaystyle dx_{1}}. 因此, {\displaystyle \omega -d\eta } 不涉及 {\displaystyle dx_{1}}. {\displaystyle \omega -d\eta }更换 {\displaystyle \omega }，我们可以由此认为 {\displaystyle \omega } 不涉及 {\displaystyle dx_{1}}. 从假设 {\displaystyle d\omega =0} 很容易地得出{\displaystyle \omega }的每个系数都的是独立于 {\displaystyle x_{1}}的;就是说 {\displaystyle \omega } 是多项式的对于变量 {\displaystyle x_{2},\dots ,x_{n}}的微分形式. 因此,我们是通过归纳完成了证明. {\displaystyle \square }
备注：使用同样的证明，当{\displaystyle R=k[\![x_{1},\dots ,x_{n}]\!]}是形式幂级数环或全纯函数芽环。 适当修改的证明还表明了{\displaystyle {\bar {\partial }}} -庞加莱引理；即用柯西积分公式代替微积分基本定理。 

## 在奇异空间上
庞加莱引理通常不适用于奇异空间。例如，如果考虑复代数簇（在扎里斯基拓扑中）上的代数微分形式，则该引理对这些微分形式不成立。 解决这个问题的一种方法是使用正则形式，并且由此产生的代数德拉姆上同调可以计算奇异上同调。 
然而，该引理的变体仍然可能对某些奇异空间成立（精确的公式化和证明取决于这类空间的定义及其上的非光滑微分形式。）例如，Kontsevich 和 Soibelman 声称该引理对他们的分片代数空间中某些不同形式的变体（称为 PA 形式）成立。 
同伦不变性对于交上同调不成立；特别是，庞加莱引理对于这种上同调不成立。

## Footnote
1. ↑  Ciliberto, Ciro. . Lettera Matematica. 2013, 1 (1–2): 23–31. S2CID 122614329. doi:10.1007/s40329-013-0003-3 .
2. ↑  Poincaré, H. . Comptes rendus hebdomadaires des séances de l'Académie des sciences. 1886, 102: 202–204  [2025-03-21]. （原始内容存档于2024-04-20）.
3. ↑  Warner 1983
4. ↑  Lee (2012), Tu (2011) and Bott & Tu (1982).
5. ↑  Lee, John M.  2nd. New York: Springer. 2012. ISBN 978-1-4419-9982-5. OCLC 808682771.
6. ↑  Tu, Loring W.  2nd. New York: Springer. 2011. ISBN 978-1-4419-7400-6. OCLC 682907530.
7. ↑  Bott, Raoul; Tu, Loring W. . Graduate Texts in Mathematics 82. New York, NY: Springer New York. 1982. ISBN 978-1-4419-2815-3. doi:10.1007/978-1-4757-3951-0.
8. ↑  Edelen, Dominic G. B.  Rev. Mineola, N.Y.: Dover Publications. 2005. ISBN 0-486-43871-6. OCLC 56347718.
9. ↑  Sharpe, R. W. . New York: Springer. 1997. ISBN 0-387-94732-9. OCLC 34356972.
10. ↑  Conlon 2001
11. ↑   (PDF).   [2025-03-21]. （原始内容存档 (PDF)于2024-12-18）.
12. ↑  Warner 1983
13. ↑  Napier & Ramachandran 2011
14. ↑  Conlon 2001
15. ↑  Conlon 2001
16. ↑  Aeppli, A. . 1965: 58–70. ISBN 978-3-642-48018-8. doi:10.1007/978-3-642-48016-4_7.
17. ↑  Domitrz, W.; Janeczko, S.; Zhitomirskii, M. . Illinois Journal of Mathematics. 2004, 48 (3). S2CID 51762845. doi:10.1215/IJM/1258131054 .
18. ↑  Hartshorne 1975
19. ↑  Hartshorne 1975
20. ↑  Theorem 2.3.3. in Hörmander, Lars,  3rd, North Holland, 1990 [1966], ISBN 978-1-493-30273-4
21. ↑  Illusie 2012
22. ↑  Hartshorne 1975
23. ↑  Kontsevich, Maxim; Soibelman, Yan. . 2000: 255–307. ISBN 9780792365402. arXiv:math/0001151 .

## 延伸阅读
- , ncatlab.org,   [2025-05-08], （原始内容存档于2025-02-10）
- https://mathoverflow.net/questions/287385/p-adic-poincaré-lemma （页面存档备份，存于）